# أليكس واتسون
أليكس واتسون (بالإنجليزية: Alex Watson) (5 أبريل 1968 بليفربول في المملكة المتحدة - ) هو لاعب كرة قدم بريطاني في مركز قلب الدفاع. لعب مع ديربي كاونتي ونادي بورنموث ونادي غيلينغهام ونادي ليفربول ونادي توركي يونايتد ونادي إكزتر سيتي وClevedon Town F.C. ‏ ونادي تاونتون تاون ‏.

## وصلات خارجية
- أليكس واتسون على موقع قاعدة بيانات كرة القدم.إي يو (الإنجليزية)
- أليكس واتسون على موقع Soccerbase.com (لاعب) (الإنجليزية)